# Хендерсон (Мериленд)
Хендерсон (енгл. Henderson) град је у америчкој савезној држави Мериленд.

## Демографија
По попису из 2010. године број становника је 146, што је 28 (23,7%) становника више него 2000. године.
| Група             | 2000.      | 2010.      |
| Белци             | 94 (79,7%) | 87 (59,6%) |
| Афроамериканци    | 11 (9,3%)  | 3 (2,1%)   |
| Азијати           | 1 (0,8%)   | 0 (0,0%)   |
| Хиспаноамериканци | 10 (8,5%)  | 54 (37,0%) |
| Укупно            | 118        | 146        |